# Маяк на Хийумаа
«Маяк на Хийумаа» — сборник исторических произведений разных лет российского писателя Леонида Юзефовича.

## Общая информация
В 2018 году издательство «Астрель» в Москве выпустило сборник исторических произведений разных лет Леонида Юзефовича под названием «Маяк на Хийумаа». Общий объём книги составил 320 страниц печатного текста.
Книга названа по наименованию одного из рассказов писателя, который также вошёл в данный сборник и был размещён первым. Его можно назвать центральным рассказом книги и он посвящен судьбе барона Унгерна.
Темы сюжетов рассказов и повестей Леонида Юзефовича на страницах этой книги связанны с многолетними историческими изысканиями автора. Главный герой здесь сам писатель. Он пересекается с внуком погибшего в Монголии белого полковника Казагранди, делится впечатлениями об Унгерне с его немецкими потомками, бывшего латышского стрелка потчует супом, занимается сыском и расследованием запутанного сюжета о любви унгерновского офицера к спасенной им от казни еврейке. На страницах книги судьбы давно умерших людей возвращаются вновь в нашу жизнь, и у каждого повествования есть продолжение в настоящем.
В сборнике девять произведений, любимое, счастливое и магическое число для автора. Книга разделена на две части: «Тени и люди» и «Рассказы разных лет».

## Состав сборника
I часть — «Тени и люди»
- Маяк на Хийумаа
- Полковник Казагранди и его внук
- Поздний звонок
- Убийца
- Солнце спускается за лесом

II часть — «Рассказы разных лет»
- Гроза
- Бабочка
- Колокольчик
- Филэллин

## Оценка книги
Татьяна Москвина в своей рецензии к книге замечает:
```
"Юзефович не увлечён никакими историческими теориями и постулатами. Только люди, только судьбы. Однако его умная и мудрая позиция по отношению к судьбе наций и революций, конечно, живо чувствуется, даже в таком, казалось бы, далёком тематически от современности рассказе, как “Филэллины”.
```

Татьяна Сохарева в своей работе «Будущее в прошедшем», так высказывается о творчестве писателя Юзефовича и подчёркивает рефлексивный характер книги:
```
«Юзефович лучше, чем кто бы то ни было, умеет доказать, что прошлое — это область творчества, а не знания. Одна из главных, может быть, важнейшая особенность его документальной прозы — ее человеческое измерение. Он никогда не впускает в книги иррациональные силы истории, отдавая предпочтение живым людям, тем, чьи судьбы, возможно, навсегда затерялись бы на фоне несоразмерных им событий. Одни упоминаются вскользь, другим посвящены целые главы, но все они благодаря Леониду Юзефовичу получают право на биографию".
```

Анна Берсенева в своём обзоре, особо отмечает первую часть сборника:
```
“Тени и люди” написаны так, как, мне кажется, написан Юзефовичем только роман “Журавли и карлики”. И в том романе, и в этих рассказах подлинность боли, экзистенциальной и метафизической, соединяется с холодноватой авторской отстраненностью, и соединение это оборачивается взрывом. В чем и состоит, на мой взгляд, сила воздействия этих текстов на читателя».
```